# Mythimna limbata
Mythimna limbata là một loài bướm đêm trong họ Noctuidae.